# Asunto terminado
 Asunto terminado es una película en blanco y negro de Argentina dirigida por Kurt Land sobre el guion de Abel Santa Cruz según la obra Métier de femme, de André-Paul Antoine que se estrenó el 21 de agosto de 1953 y que tuvo como protagonistas a Juan Carlos Thorry, Malvina Pastorino, Alejandro Maximino y Toti Muñoz. Pierre Billion dirigió en 1947 en Francia una versión fílmica de la misma pieza teatral titulada L’inevitable Mr. Dubois con la actuación de Annie Ducaux y André Luguet.

## Sinopsis
Un pintor alegre le hace la vida imposible a una muchacha muy seria.

## Reparto
- Juan Carlos Thorry
- Malvina Pastorino
- Alejandro Maximino
- Toti Muñoz
- Vivian Ray
- Julián Bourges
- Beatriz Taibo
- Aída Villadeamigo
- Alfredo Almanza
- Nelly Prince
- Santiago Rebull

## Comentarios
La Razón opinó:

”De una amable superficialidad, amena y ágil, con su frívolo acento parisiense, la comedia no ha ganado ostensiblemente en su adaptación local, pero su atracción se mantiene…debido a su variado juego de sentimientos.”

Por su parte Manrupe y Portela escriben:

”Mediocre comedia muy poco divertida.”